# Шевцов Сергій Анатолійович
Сергі́й Анато́лійович Шевцо́в (нар. 31 грудня 1975, Херсон, УРСР, СРСР) — український футболіст, півзахисник, нападник та тренер.

## Ігрова кар'єра
Ігрову кар'єру розпочав в херсонському клубі «Кристал». Перші роки виступав у Другій лізі у складі команд Херсона та області, після чого увірвався в Прем'єр-лігу, де зіграв за «Дніпро» (певний час був капітаном команди), полтавську «Ворсклу», сімферопольську «Таврію» та «Закарпаття».

Також виступав в першостях Росії та Польщі.

У 29-річному віці за станом здоров'я був змушений припинити ігрову кар'єру й перекваліфікуватися на тренера.
Статистика гравця
| Сезон   | Клуб                                           | Матчі | Голи |
| ------- | ---------------------------------------------- | ----- | ---- |
| 1992    | Кристал (Херсон)                               | 9     | 0    |
| 1992    | Меліоратор (Каховка)                           | 3     | 0    |
| 1992/93 | Меліоратор (Каховка)                           | 21    | 0    |
| 1993/94 | Таврія (Херсон)                                | 4     | 0    |
| 1993/94 | Енергія (Херсон)                               | ?     | ?    |
| 1994    | Торпедо (Арзамас)                              | 16    | 2    |
| 1995    | Торпедо (Арзамас)                              | 21    | 2    |
| 1995    | Дружба (Арзамас)                               | ?     | 1    |
| 1997/98 | Кристал (Херсон)                               | 10    | 4    |
| 1998/99 | Кристал (Херсон)                               | 28    | 25   |
| 1999/00 | Дніпро (Дніпропетровськ)                       | 29    | 4    |
| 1999/00 | Дніпро-2 (Дніпропетровськ)                     | 5     | 4    |
| 2000/01 | Дніпро (Дніпропетровськ)                       | 2     | 0    |
| 2000/01 | Дніпро-2 (Дніпропетровськ)                     | 9     | 0    |
| 2000/01 | Дніпро-3 (Дніпропетровськ)                     | 2     | 3    |
| 2000/01 | Гроцлін-Дискоболія (Гродзиськ-Великопольський) | 1     | 0    |
| 2001/02 | Ворскла (Полтава)                              | 21    | 2    |
| 2001/02 | Ворскла-2 (Полтава)                            | 9     | 2    |
| 2002/03 | Ворскла (Полтава)                              | 32    | 11   |
| 2002/03 | Ворскла-2 (Полтава)                            | 1     | 0    |
| 2003/04 | Ворскла-Нафтогаз                               | 32    | 9    |
| 2004/05 | Таврія (Сімферополь)                           | 6     | 1    |
| 2004/05 | Закарпаття (Ужгород)                           | 10    | 4    |
| 2007    | Сігма (Херсон)                                 | 3     | 2    |
| 2010/11 | ФК Херсон                                      | ?     | ?    |

## Тренерська діяльність
Від 2005 року Сергій Шевцов взявся за тренерську діяльність, одночасно тренуючи херсонську дитячу команду в двох вікових категоріях та аматорський клуб «Сігма». 2008 року очолив клуб «Енергія» з Нової Каховки, перетворивши її на фаворита Другої ліги.
2012 року на нетривалий період був запрошений тренером до кримського клубу «Кримтеплиця». Від 2013 по 2016 рік тренував рідний клуб «Кристал». 
З квітня 2017 року директор Комунального підприємства "Муніципальний футбольний клуб "Кристал" Херсон" Херсонської міської ради. Періодично виконував обов'язки головного тренера команди. 
У лютому 2021 через непорозуміння з новообраним міським головою міста Херсона Ігорем Колихаєвим подав у відставку. 

Сергій Шевцов та Микола Комаренко на брифінгу в Запоріжжі